# Museo de Arte Idemitsu
El Museo de Arte Idemitsu (出光美術館 Idemitsu Bijutsukan?) es un museo de arte fundado en 1966 y ubicado en el barrio tokiota de Marunouchi, en el área de Chiyoda, Japón. La colección se encuentra en la novena planta del edificio Teatro Jardín Imperial, localizado frente al Palacio Imperial de Tokio. Las exhibiciones se centran en la pintura japonesa, caligrafía y cerámica china, aunque también incluye arte coreano y obras de artistas europeos.

## Historia
El museo fue fundado en 1966 y es administrado como una fundación incorporada a la compañía Idemitsu Kosan. La colección del museo fue recopilada durante 70 años por el también fundador de la empresa, Sazō Idemitsu (1885–1981).

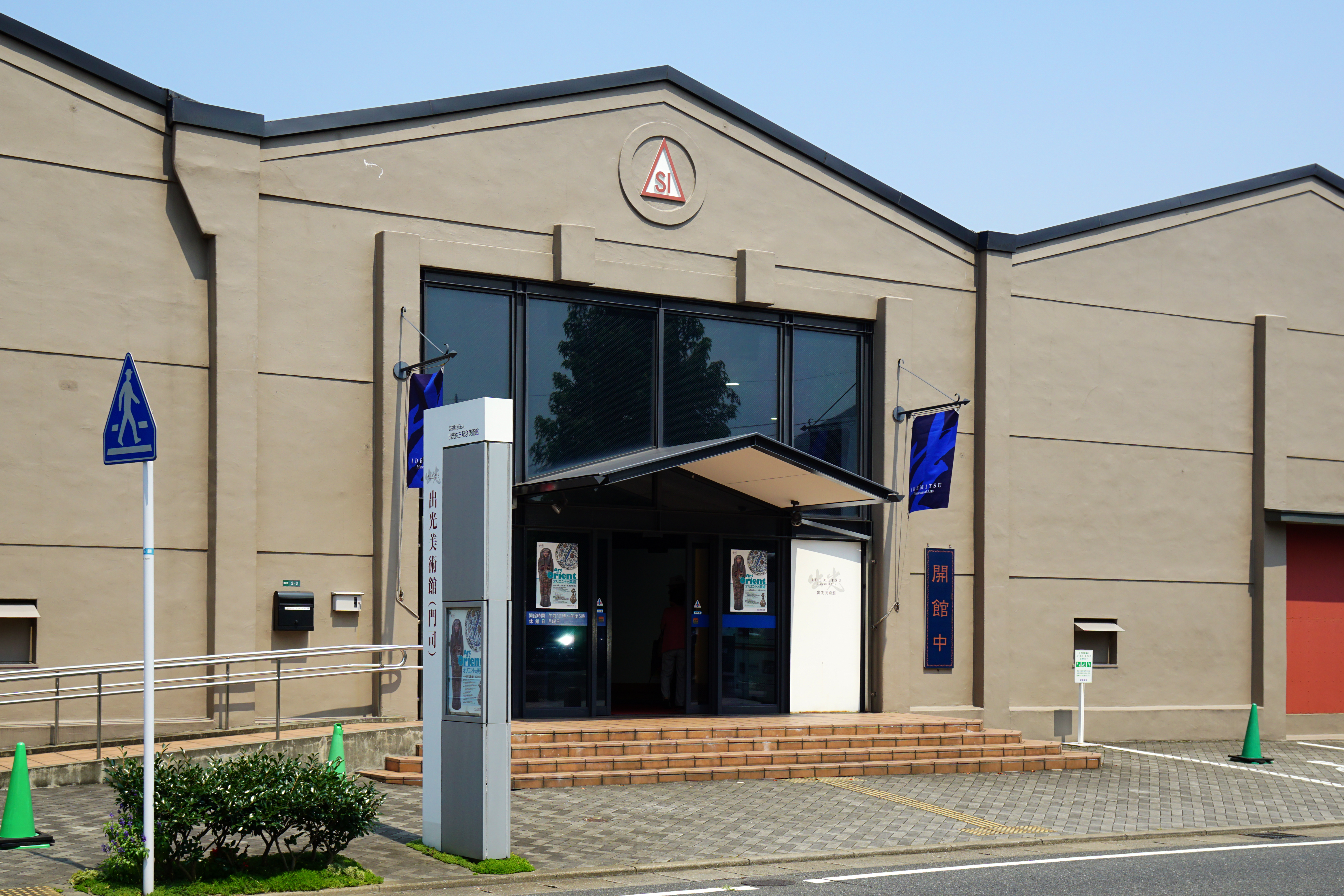
Fachada de la filial del Museo de Arte de Idemitsu en Moji.

En el año 2000, se abrió una filial del museo: el Museo de Arte Idemitsu, Moji (出光美術館(門司) Idemitsu Bijutsukan Moji?), que muestra un subconjunto de la colección del museo original. Este se encuentra en el barrio de Moji, parte de Kitakyūshū, prefectura de Fukuoka.
Tras la recesión que comenzó en el país nipón en 1990, la empresa Idemitsu Kosan vio perjudicada su posición: su beneficio neto bajó en un 70 % en 2001. Esto desembocó en la venta de parte de su colección de cerámica, pinturas y caligrafía por 116 millones de dólares.

## Colecciones

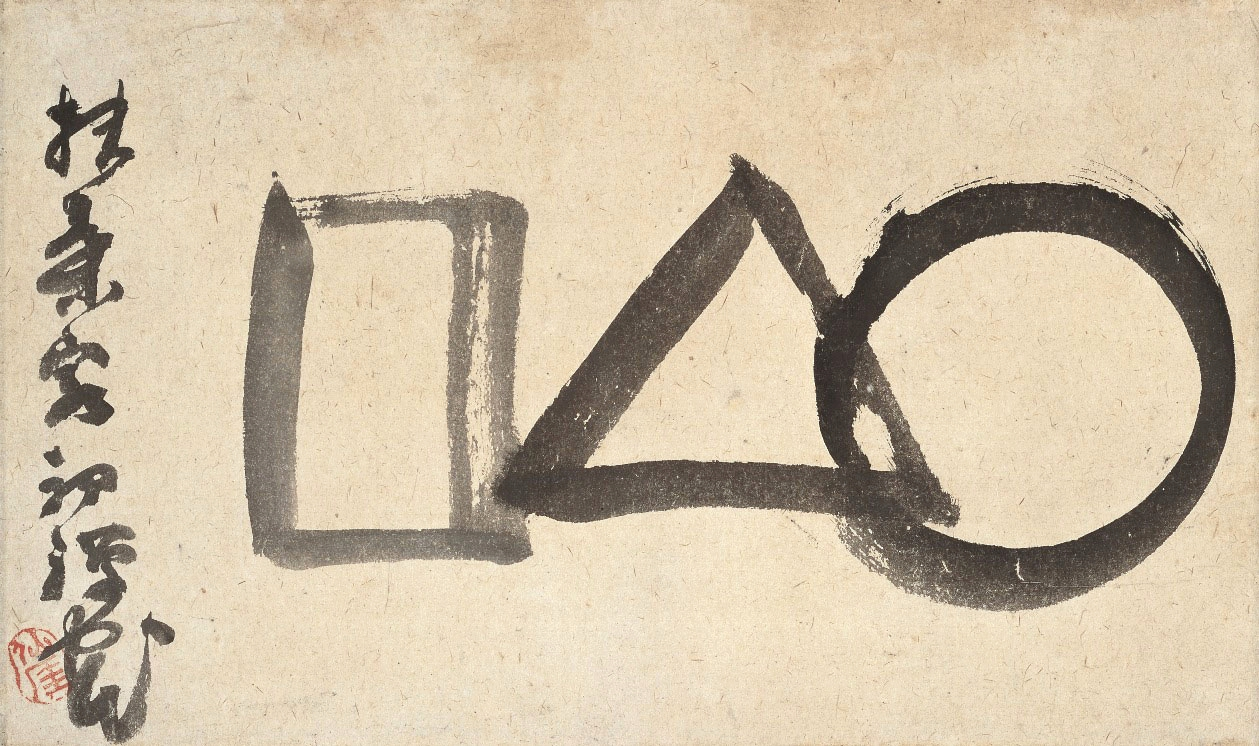
Pintura zen, Cuadrado-triángulo-círculo, obra de Sengai Gibon.

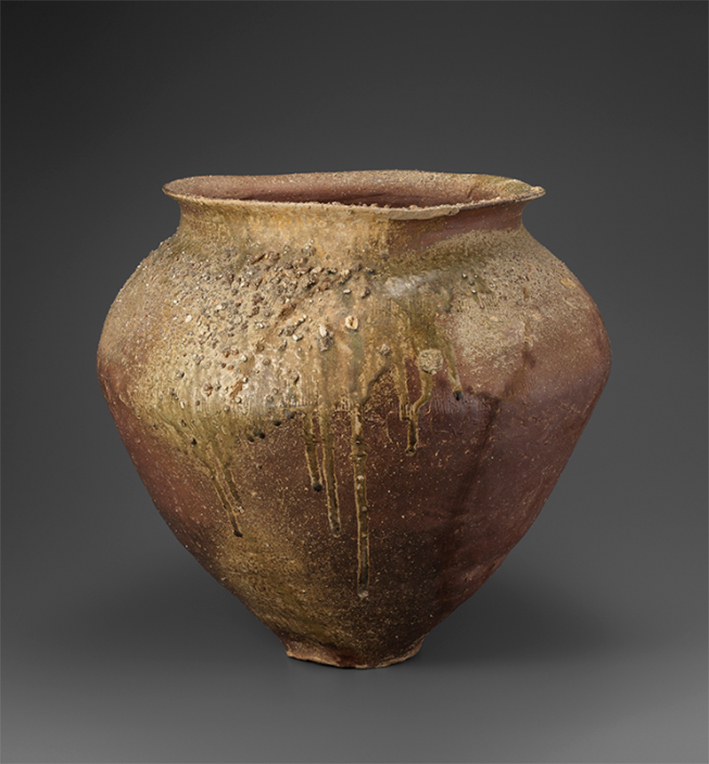
Tarro con amplia apertura, procedente de hornos Tokoname, Museo de Arte Idemitsu.

La colección de unas quince mil obras, entre ellas dos Tesoros Nacionales y cincuenta y cuatro Bienes Culturales Importantes, incluye pintura japonesa (Sengai Gibon, Kosugi Hōan, Rinpa, yamato-e, ukiyo-e, etc), caligrafía y cerámica de Asia oriental (china, japonesa y coreana y de artistas como Itaya Hazan). La colección también cuenta con trabajos de Georges Rouault o Sam Francis. Las exposiciones especiales se llevan a cabo seis veces al año, con temáticas de obras seleccionadas de la colección Idemitsu de pintura y caligrafía japonesa y cerámica de Asia oriental. También destaca la Sala de los Fragmentos, donde se exhiben fragmentos de cerámica recolectados de hornos en Asia y Egipto (excavación de Fustat, El Cairo).